# هيرويوكي ياماموتو (ملحن)
هيرويوكي ياماموتو (باليابانية: 山本裕之؛ بالكانا: やまもと ひろゆき) هو معلم موسيقى وملحن ياباني، ولد في 7 مارس 1967 في ياماغاتا في اليابان.

## وصلات خارجية
- هيرويوكي ياماموتو على موقع ميوزك برينز (الإنجليزية)
- هيرويوكي ياماموتو على موقع ديسكوغز (الإنجليزية)